# Montserrat Villar González
Montserrat Villar González (Cortegada de Baños, 10 de diciembre de 1969) es una poeta, filóloga y traductora española, especializada en la poesía en lengua portuguesa, principalmente en la del poeta Álvaro Alves de Faria, a quien ha traducido. También son de destacar sus poemarios bilingües en castellano y gallego.

## Trayectoria profesional
Se licenció en  Filología Hispánica por la Universidad de Salamanca y posteriormente en Filología Portuguesa  por la Universidad de Santiago de Compostela. Profesionalmente desarrolla su trabajo en el campo de la enseñanza ELE diseñando materiales didácticos y creando diferentes cursos presenciales y en línea, así como dando cursos y conferencias para la formación de profesores. Es autora de manuales y materiales didácticos.  Está especializada en poesía brasileña, centrándose su tesis en la obra del poeta Álvaro Alves de Faria. En este campo, ha traducido al español, poesía de Álvaro Alves de Faria, de Marco Lucchesi y de otros autores portugueses.
Como poeta colabora asiduamente en blogs literarios, tertulias y actos salmantinos desde la presidencia de la Asociación Cultural PentaDrama que ejerce y ha  organizado más de 70 encuentros literarios con poetas de toda la península ibérica, además de organizar Voces el Extremo en Candelario. 
Participa en numerosos encuentros poéticos en Portugal y España, y coordinó durante tres años consecutivos el Encuentro de Escritores por Ciudad Juárez, en Salamanca realizado para alzar la voz en contra de la violencia y en memoria de la poeta Susana Chávez.

## Reconocimientos
El 26 de abril de 2019 recibió el "bautismo de recuerdo", siendo nombrada ahijada de la Casa de Zorrilla en Valladolid. Actuaron como padrinos los poetas Pedro Ojeda Escudero y Luis Felipe Comendador.

## Obra

### Obra poética
- Tríptico de mármol (2010). Prólogo de Luis Eduardo Aute
- Ternura incandescente (2012)
- Tierra con nosotros (2013), traducido al portugués como Terra habitada (2014)[9]
- Desde la otra orilla (2014)
- Tríptico de mármore, escolma (2014), antología en gallego de su obra traducida por Xavier Frías Conde.
- Bitácora de ausencias (2015), donde recoge el sufrimiento y la desesperanza de los internados en Auschwitz.[10]
- Aprehenderse, Ed. Amargord, 2017. Poemas de Montserrat Villar y pinturas de Juan sebastián González.
- Con dos almas por palabra /De maos dadas; poemas mano a mano con älvaro Alves de Faria. lf ediciones, 2017.
- Vida incompleta, Edit. Lema D´Origem, 2018. Antología poética traducida y editada en Portugués.
- Sumergir el sueño/ Sulagar o soño (2019), poemario bilingüe castellano/gallego con prólogo de Juan Carlos Mestre.[11]
- Somos rama/amar somos: eidición de Ejemplar único. (2020)
- Somos rama/amar somos y Letanía para insomnes, Ed. Lastura 2021.
- Los abrazos del mar /Os abrazos do mar, Ed. Lastura 2022. (Castellano-gallego).
- Ubuntu, ed. Lastura, 2023.
- Resonancias Rebeldes, antología de poesía en español, ed. Tesseractum, Brasil, 2024.
- Un unicornio en Albanta (Aute/Silvio), Editorial Lastura, 2025.

Además sus obras han aparecido en numerosas antologías, entre las que destacan: A Pablo Guerrero en este ahora, Patxi Andión, Con toda la palabra por delante, VII Cuaderno de profesores poetas, Campamento dignidad, Poemas para la conciencia, Encuentros y palabras, Encontrados, Esferografías y Poesía amiga y otros poemigas para Aute.

### Ensayos y artículos publicados
•	Cartas de Abril para Júlia: Texto crítico incluido en Um poeta brasileiro em Portugal (Ed. Temas origináis), Brasil, 2014
•	Artículo: From Language skills to teaching prowess, incluido en The journal of Communication and Education Laguage Magazine, mayo 2014.
•	Escribir en la orilla de otros horizontes: Rev. Poemad, nº 5 (Poemad.com)
•	Ser poeta, Rev. Literaria portuguesa: As artes entre as letras, marzo 2014.
•	Álvaro Alves de Faria, traducción; ed. Digital, 2015.
•	A arte poética. Experimentação da impossibilidade. (Arte poética. Emperimentación de la imposibilidad). Editora Pasavento, Sao Paulo, 2018.
•	Marco Lucchesi: Caminar para ver. Caminar para creer. Os Olhos do deserto. Sao Paulo.
•	Prólogo de la obra de Marco Luchhesi: Mal de amor. Sao Paulo, 2018.
•	Arte y educación: por mí y por mis compañeras, incluido en el libro de ensayos: Educaçao e linguagems, da multiplicidade dos conceitos. BT Acadêmica, Sao Paulo, Brasil, 2020.
•	Álvaro Alves de Faria, poesía e vida inteira, Revista Caliban, Lisboa, junio 2020.
•	El mar o la marejada vencida de Alejandra Pizarnik, Editorial Huso, 2021 (incluido en Alejandra Pizarnik y sus múltiples voces)
•	Literatura y educación: ¿queremos enseñar a pensar?, Antología: Educaçao e literatura: o diálogo necessário. Kotter Editorial. 2021 (Curitiba e Lisboa).
•   A procura do sentido humano nas obras do Marco Lucchesi: Os olhos do deserto / Adéus Pirandello. I Colóquio Internacional Marco Lucchesi, Roma, 2024. Ed. Tesseractum, Brasil

### Manuales
- Portugués empresarial y comercial. Curso inicial de portugués comercial (2007 y 2010).
- Curso de profesores de ELE, Luso-española de ediciones.
- El verbo en español, Edit. Colibrí, Bulgaria (2010).

### Traducciones firmadas por la autora
•	Cartas de Abril para Julia, traducción de la obra de Álvaro Alves de Faria, Trilce Ediciones, 2014.
•	Motivos ajenos / Residuos, traducción y prólogo de la obra de Álvaro Alves de Faria, Linteo, 2015.
•	Desvivir/Desviver, traducción y prólogo de la obra de Álvaro Alves de Faria, Tau Editores, 2016.
•	Elipse e refração / Elipsis y refracción, (Marco Lucchesi), Ed. Lastura, 2021.
• Adiós Pirandello (Marco Lucchesi), Ed. Lastura, 2024.

## Premios
- Salmantina de la cultura 2011, otorgado por la Asociación Cultural Tierno Galván
- Premio de poesía 2013, Ed. Seleer
- Premio Sarmiento de poesía, 2015, Viernes de Sarmiento
- "Aintzinako Bihotz", Corazón Arcaico, 2018, Voces del Extremo
- Bautismo del recuerdo, Casa Zorrilla 2019.